# 60th Anniversary Tour
60th Anniversary Tour es la vigésima sexta gira mundial de conciertos de la banda alemana de hard rock y heavy metal Scorpions, para conmemorar el 60.° aniversario de la banda, fundada en 1965 en Hannover. Comenzó el 15 de marzo de 2025 en el festival Vive Latino en Ciudad de México y tiene fechas programadas hasta agosto del mismo año.

## Antecedentes
Originalmente la gira iba a iniciarse el 27 de febrero de 2025 en Las Vegas (Estados Unidos), el primero de los cinco conciertos de la residency show Coming Home to Las Vegas. Sin embargo, las fechas fueron postergadas para agosto debido a que el baterista Mikkey Dee se recuperaba de una reciente hospitalización. Por esa razón, el tour comenzó oficialmente el 15 de marzo del mismo año en el festival Vive Latino de la Ciudad de México. El 16 de abril en el festival Arena of Rock de Brasilia (Brasil) comenzó el tramo por Sudamérica. Durante esta serie de eventos que incluye tres conciertos en Brasil y uno en Argentina, Chile, Colombia y Ecuador, la banda será parte del Monsters of Rock y Masters of Rock, en donde compartirá escenario con Judas Priest, Europe y otras bandas, tanto internacionales como locales, dependiendo de la edición. El 26 de abril, Scorpions iba tocar en el Masters of Rock de Buenos Aires, pero a último momento canceló su presentación debido a un problema respiratorio del cantante Klaus Meine. Debido a esta misma molestia, también se canceló el que iba a realizarse en Bogotá (30 de abril) y en Quito (3 de mayo). Tras ello, la banda pudo realizar los espectáculos en Aguascalientes (6 de mayo) y Puebla de Zaragoza (8 de mayo); de hecho, con este último cerró el tramo latinoamericano.

## Lista de canciones
Para el concierto dado en el festival mexicano Vive Latino, la banda interpretó la misma lista de canciones de la gira anterior, Love at First Sting Tour 2024. En los realizados en Sudamérica se incluyeron «Loving You Sunday Morning» y el popurrí conformado por «Top of the Bill», «Steamrock Fever», «Speedy's Coming» y «Catch Your Train».
1. «Coming Home»
2. «Gas in the Tank»
3. «Make It Real»
4. «The Zoo»
5. «Coast to Coast»
6. «I'm Leaving You»
7. «Crossfire»
8. «Bad Boys Running Wild»
9. «Delicate Dance»
10. «Send Me an Angel»
11. «Wind of Change»
12. «Tease Me Please Me»
13. «Peacemaker»
14. «The Same Thrill»
15. «New Vision» (solo de bajo y batería)
16. «Blackout»
17. «Big City Nights»
18. «Still Loving You»
19. «Rock You Like a Hurricane»

1. «Coming Home»
2. «Gas in the Tank»
3. «Make It Real»
4. «The Zoo»
5. «Coast to Coast»
6. «Top of the Bill»/«Steamrock Fever»/«Speedy's Coming»/«Catch Your Train» (popurrí)
7. «Bad Boys Running Wild»
8. «Send Me an Angel»
9. «Wind of Change»
10. «Loving You Sunday Morning»
11. «I'm Leaving You»
12. «New Vision» (solo de bajo y batería)
13. «Tease Me Please Me»
14. «Big City Nights»
15. «Still Loving You»
16. «Blackout»
17. «Rock You Like a Hurricane»

## Fechas
| Fecha                    | País            | Ciudad            | Recinto/Festival               | Notas                                      |
| Latinoamérica I          | Latinoamérica I | Latinoamérica I   | Latinoamérica I                | Latinoamérica I                            |
| ------------------------ | --------------- | ----------------- | ------------------------------ | ------------------------------------------ |
| 15 de marzo              | México          | Ciudad de México  | Vive Latino                    |                                            |
| Latinoamérica II         |                 |                   |                                |                                            |
| 16 de abril              | Brasil          | Brasilia          | Arena of Rock Fest             |                                            |
| 19 de abril              | Brasil          | São Paulo         | Monsters of Rock               |                                            |
| 21 de abril              | Brasil          | Rio de Janeiro    | Qualistage                     |                                            |
| 24 de abril              | Chile           | Santiago          | Masters of Rock                |                                            |
| 6 de mayo                | México          | Aguascalientes    | Feria Nacional de San Marcos   |                                            |
| 8 de mayo                | México          | Puebla            | Feria de Puebla                |                                            |
| Europa                   |                 |                   |                                |                                            |
| 4 de junio               | Dinamarca       | Skive             | Skive Festival                 |                                            |
| 6 de junio               | Suecia          | Sölvesborg        | Sweden Rock Festival           |                                            |
| 9 de junio               | Finlandia       | Tampere           | Nokia Arena                    | teloneados por Adam Bomb                   |
| 11 de junio              | Letonia         | Riga              | Xiaomi Arena                   |                                            |
| 16 de junio              | Polonia         | Gdansk            | Ergo Arena                     |                                            |
| 18 de junio              | Polonia         | Cracovia          | Tauron Arena                   |                                            |
| 21 de junio              | Francia         | Clisson           | Hellfest                       |                                            |
| 24 de junio              | Francia         | París             | AccorHotels Arena              | teloneados por Dirty Honey                 |
| 27 de junio              | España          | Cartagena         | Rock Imperium Festival         |                                            |
| 29 de junio              | España          | Santa Coloma      | Barcelona Rock Fest            |                                            |
| 5 de julio               | Alemania        | Hannover          | Niedersachsenstadion           | teloneados por Judas Priest & Alice Cooper |
| 10 de julio              | Italia          | Lucca             | Lucca Summer Festival          |                                            |
| 12 de julio              | Suiza           | Locarno           | Moon & Stars Festival          |                                            |
| 15 de julio              | España          | Pamplona          | Navarra Arena                  | teloneados por Dirty Honey                 |
| 18 de julio              | Portugal        | Vila Nova de Gaia | Meo Marés Vivas Festival       |                                            |
| 21 de julio              | España          | Marbella          | Starlite Festival              |                                            |
| 24 de julio              | Francia         | Nimes             | Arena de Nimes                 | teloneados por Dirty Honey                 |
| 26 de julio              | Mónaco          | Montecarlo        | Monte-Carlo Summer Festival    |                                            |
| Norteamérica             |                 |                   |                                |                                            |
| 14 de agosto             | Estados Unidos  | Las Vegas         | PH Live                        | teloneados por Buckcherry                  |
| 16 de agosto             | Estados Unidos  | Las Vegas         | PH Live                        | teloneados por Buckcherry                  |
| 19 de agosto             | Estados Unidos  | Las Vegas         | PH Live                        | teloneados por Buckcherry                  |
| 21 de agosto             | Estados Unidos  | Las Vegas         | PH Live                        | teloneados por Buckcherry                  |
| 23 de agosto             | Estados Unidos  | Las Vegas         | PH Live                        | teloneados por Buckcherry                  |
| Europa II                |                 |                   |                                |                                            |
| 6 de septiembre          | República Checa | Havířov           | Ruby Stadium                   |                                            |
| 9 de septiembre          | Moldavia        | Chisináu          | Estadio Zimbru                 |                                            |
| 11 de septiembre         | Rumania         | Bucarest          | Romexpo                        |                                            |
| 14 de septiembre         | Albania         | Tirana            | Plaza Skanderbeg               |                                            |
| África y Oriente Próximo |                 |                   |                                |                                            |
| 15 de octubre            | Egipto          | El Cairo          | New Capital - Green River Site |                                            |
| 21 de octubre            | EAU             | Abu Dhabi         | Etihad Arena                   |                                            |

## Fechas canceladas
| Fecha       | País      | Ciudad       | Notas                                                  |
| ----------- | --------- | ------------ | ------------------------------------------------------ |
| 26 de abril | Argentina | Buenos Aires | Cancelado debido a un problema de salud de Klaus Meine |
| 30 de abril | Colombia  | Bogotá       | Cancelado debido a un problema de salud de Klaus Meine |
| 3 de mayo   | Ecuador   | Quito        | Cancelado debido a un problema de salud de Klaus Meine |